# Ernst-Abbe-Bücherei Jena
Die Ernst-Abbe-Bücherei ist eine 1896 eröffnete Bibliothek in Jena.

## Geschichte
1895 planten Ernst Abbe, Hermann Zeiss und Eduard Rosenthal die Einrichtung einer öffentlichen Lesehalle in Jena. Träger der am 1. November 1896 am Löbdergraben 15 in Jena eröffneten Lesehalle wurde der am 20. Februar 1886 gegründete gleichnamige Verein, dessen Arbeit aus Mitteln der Carl-Zeiss-Stiftung. unterstützt wurde. Erstmals für 1901 bewilligte auch der Gemeinderat städtische Zuschüsse. Das Haus am Löbdergraben platzte bald aus allen Nähten, so dass bei den Planungen des Volkshausbaus von Beginn an die Unterbringung der Lesehalle mit gedacht wurde. In den neuen Räumen im dortigen Turmgebäudes wurde am 20. September 1902 die Lesehalle im Volkshaus Jena wiedereröffnet. Trotz der negativen Auswirkungen des Ersten Weltkrieges und desolater Finanzlage in der Zeit der Weimarer Republik konnte die Einrichtung erhalten und sogar weiterentwickelt werden. In der Zeit des Nationalsozialismus wurde die nunmehr stark politisierte Bibliothek, wie alle „Volksbibliotheken“, bestandsseitig gemäß der nationalsozialistischen Ideologie „gesäubert“. Nach umfangreichen Modernisierungsarbeiten wurde sie am 6. November 1937 als „Ernst-Abbe-Bücherei und Lesehalle“ neu eröffnet. Durch Bombenangriffe wurde 1945 der Teil des Jenaer Volkshauses, der die Bücherei beherbergte, stark beschädigt und der Bibliotheksbetrieb kurzzeitig eingestellt.
Gemäß dem Befehl von Marschall Georgi Konstantinowitsch Shukow und dem Befehl Nr. 4. des Alliierten Kontrollrates wurden Publikationen mit militaristischen oder nationalsozialistischen Inhalts eliminiert und während der NS-Zeit ausgesonderte Bestände wieder eingegliedert. Zweigstellen wurden 1963 in Jena-Nord und 1976 in Jena-Lobeda eröffnet. Im Jahr 1982 folgte eine Sanierung und Umgestaltung der Räumlichkeiten im Jenaer Volkshaus. Nach der Wende übernahm wegen der ungeklärten Situation von DDR-Zeiss-Betrieb und -Stiftung die Kommune die Trägerschaft. Der „Neue Lesehallenverein e. V.“ fördert die Bücherei seit 1998.
Seit 2005 ist die Ernst-Abbe-Bücherei Jena eine Einrichtung des städtischen Eigenbetriebes JenaKultur. Zeitgleich wurde aufgrund von Sparmaßnahmen die Stadtteilbibliothek in Jena-Nord geschlossen.
Wegen Sanierungsarbeiten und einer geplanten inhaltlichen Neuausrichtung des Volkshauses beschloss die Stadt Jena 2018 einen Neubau für Bücherei und Bürgerservice am Engelplatz. Die Fertigstellung des 37 Millionen Euro teuren Neubaus war für das Jahr 2023 geplant und fand Ende März 2024 statt. Im Juli 2019 zog die Ernst-Abbe-Bücherei deshalb nach 117 Jahren aus dem Volkshaus aus und war bis Februar 2024 in einem Zwischenquartier in der ehemaligen Augenklinik beheimatet. Der Neubau am Engelplatz, der auch den Bürgerdienst der Stadt Jena beheimatet, wurde am 22. März 2024 vom Bauherrn Kommunale Immobilien Jena an die beiden Nutzer übergeben. Seit 25. März 2024 ist die Ernst-Abbe-Bücherei Jena im neuen Domizil auf 3.800 Quadratmetern Nutzfläche und nach dem Konzept des sogenannten „Dritten Ortes“ für die Leserschaft wieder geöffnet.